# Pieris bryoniae
Pieris bryoniae (Hübner, 1806), è un lepidottero appartenente alla famiglia Pieridae. La sua sistematica è ancora incerta, come la sua tassonomia, in quanto alcuni autori la annoverano tra le sottospecie di Pieris napi, non ritenendo le differenze morfologiche rispetto a quest'ultima, sufficienti per poterla definire come specie distinta.

## Descrizione

### Adulto
La principale differenza rispetto alle specie filogeneticamente affini (Pieris napi, Pieris ergane e Pieris rapae) è la presenza di nervature alari molto più marcate su entrambe le ali, soprattutto sulla parte superiore. La femmina presenta una colorazione di base che varia dal giallastro al grigiastro-bruno. Il maschio in alcuni casi non è quasi distinguibile, essendo quasi assente il dimorfismo sessuale.  In taluni casi è presente una banda grigio-nerastra lungo tutto il margine esterno dell'ala anteriore. Sull'ala posteriore le terminazioni delle nervature possono allargarsi a formare triangolazioni scure. Le generazioni estive risultano più chiare di quelle primaverii e, in generale, le ali anteriori sono più chiare di quelle posteriori, oltre ad avere nervature meno marcate. Altre caratteristiche morfologiche meno evidenti sono per il momento oggetto di discussione tra gli entomologi, dato che la loro rilevanza appare solo in popolazioni ristrette.
L'apertura alare è compresa tra 4 e 4,4 cm.

### Uova
Le uova sono a forma di birillo, con scanalature, e vengono deposte singolarmente sulle foglie delle piante ospite.

### Larva
Il bruco è di forma e colorazione affini a quello di Pieris napi.

### Pupa
La pupa è succinta e si iberna su supporti vegetali in prossimità del terreno.

## Distribuzione e habitat
La si trova nei prati alpini, ad una quota compresa tra i 600-800 metri ed i 2700 metri. Nelle regioni più meridionali si può incontrare anche a quote più basse.
È diffusa sulle Alpi, nel Giura, nei Carpazi settentrionali, nel Caucaso, in Finlandia.

## Biologia

### Periodo di volo
Nelle regioni più settentrionali dell'areale il periodo di volo va da giugno a luglio-agosto con una sola generazione. Negli anni più caldi e nelle regioni più meridionali, si possono avere 2 o 3 generazioni, con un periodo di volo compreso tra la metà di aprile e la fine di settembre.

### Alimentazione
I bruchi si nutrono delle foglie di Brassicaceae come:
- Arabis caucasica
- Biscutella laevigata
- Dentaria heptaphyllos
- Lunaria redivia
- Thlaspi spp.

## Tassonomia
La tassonomia della specie è controversa e oggetto di frequenti revisioni, non essendo completamente chiara la posizione sistematica del taxon.
Al momento la maggior parte degli studiosi riconosce le seguenti sottospecie:
- Pieris bryoniae bryoniae (HÜBNER, [1806]) (Alpi Centrali e settentrionali)
- Pieris bryoniae bryonides Sheljuzhko, 1910 (Tian Shan, Dzhungarsky Alatau, Altai, Sayan)
- Pieris bryoniae carpathensis Moucha, 1956 (Carpazi orientali)
- Pieris bryoniae caucasica Verity, 1908 (Caucaso)
- Pieris bryoniae debrosi Eitschberger, 1986 (Giura francese e Svizzera occidentale)
- Pieris bryoniae flavescens Müller, 1933 (Alpi nord-orientali)
- Pieris bryoniae kamtschadalis Rüber, 1907 (Kamčatka)
- Pieris bryoniae lorkovici Eitschberger, 1984 (dalle Dolomiti sud-occidentali alle Alpi della Slovenia)
- Pieris bryoniae marani Moucha, 1956 (Carpazi occidentali, Ungheria e Slovacchia orientale)
- Pieris bryoniae schintlmeisteri Eitschberger, 1983 (Estremo Oriente, Siberia orientale)
- Pieris bryoniae sheljuzhkoi Eitschberger, [1984] (Penisola di Chukot)
- Pieris bryoniae turcica Eitschberger & Hesselbarth, 1977 (altopiani dell'Armenia)
- Pieris bryoniae vihorlatensis Moucha, 1956 (Monti Vihorlat)
- Pieris bryoniae wolfsbergeri Eitschberger, 1984 (Alpi sud-occidentali)